# Trinculo (maan)
Trinculo is een maan van Uranus. De maan is in 1999 ontdekt door M.J. Holman, J.J. Kavelaars en D. Milisavljevic. Trinculo is genoemd naar de nar uit Shakespeares stuk "The Tempest".
Miranda · Ariel · Umbriel · Titania · Oberon

Cordelia · Ophelia · Bianca · Cressida · Desdemona · Juliet · Portia · Rosalind · Cupid · Belinda · Perdita · Puck · Mab · Francisco · Caliban · Sycorax · Margaret · Prospero · Setebos · Stephano · Trinculo · Ferdinand